# Obrana Splita od Osmanlija 1657.
Obrana Splita od Osmanlija, niz sukcesivnih napada osmanlijske vojske na grad Split, tada pod mletačkom vlašću, koja su se dogodila u razdoblju od 13. do 21. lipnja 1657. godine. Napadi su se odvijali u sklopu Kandijskog rata (1645. – 1669.) koji se vodio između Osmanskog Carstva i Mletačke Republike. Splićani su uspjeli obraniti svoj grad, služeći se tada još nedovršenom tvrđavom Gripe, i uz pomoć Šibenčana, Trogirana, Bračana i Hvarana.

## Uvodne okolnosti
Godine 1645. izbio je oružani sukob između Mletačke Republike i Osmanskog Carstva oko posjedovanja otoka Krete (Kandija) u Egejskom moru, po kojem je prozvan Kandijskim ratom (1645. – 1669.). Vodio se ponajviše na Kreti i Egejskom moru te u Mletačkoj Dalmaciji. Iako su Osmanlije ostvarile vojni uspjeh na Kreti, Mlečani su u ratnim operacijama proširili svoj posjed u Dalmaciji s obale u dublje zaleđe.
Osmanlije su prvi put napale Split 1645. godine s dvije tisuće vojnika, ali je pomoć iz Zadra spasila grad od poraza. Sljedeće godine Leonardo Foscolo imenovan je mletačkim vojnim zapovjednikom Dalmacije. Godine 1647. general Foscolo zauzeo je utvrđenja u okolici Splita, tvrđave u Solinu i Kamenu, što je bila priprema za oslobođenje Klisa koje je uslijedilo 1648. godine. Nakon oslobođenja kliške tvrđave i grada, Mlečani su popravili i unaprijedili njegove obrambene zidine, ali sam Split je ostao slabo utvrđen, jer su ga branile samo zastarijele srednjovjekovne utvrde i zidine, koje nisu mogle izdržati napad osmanlijskih topova. Stoga su Splićani zatražili od Venecije da im izgradi nove gradske bedeme i izgradi tvrđavu na brežuljku Gripe, koji je bio nebranjen i s kojeg su Osmanlije mogle tući grad topovima. Izvršitelj radova bio je mletački inženjer Alessandro Magli, koji je nanovo utvrdio i Klis.

## Tijek borbe za Split
Bosanski paša Seid Ahmed stigao je 5. lipnja 1657. godine s velikom vojskom pred Split. Napao je grad na dan sv. Ante, 13. lipnja 1657. godine, u trenutku kada je tvrđava Gripe bila još dijelom u izgradnji. U napadu su Turci osvojili tvrđavu, ali su Splićani krenuli u protunapad i ponovno je osvojili. Sljedećeg dana, 14. lipnja, 2000 turskih vojnika ponovno je krenulo u napad na Split, napavši zapadne renesansne zidine grada, koje su bile najslabije, a zaobišavši tvrđave Gripe i Bačvice. Putem su zapalili nekoliko kuća i zauzeli brdo Marjan. Poslije pet sati borbe, Turci su bili poraženi te su se morali povući prema Sućidru gdje su bili postavili vojni logor.
Drugi dio osmanske vojske napali su Klišani i progonili ih sve do gradskih zidina Splita, odakle su ih Splićani napali pušćanom i topovskom vatrom. U tom trenutku Splićanima su u pomoć stigli Šibenčani pod vodstvom generala Camilla Gonzage s pet galija i 500 vojnika, nakon čega su se turske postrojbe povukle prema Solinu i napale nadbiskupsku utvrdu u Sućurcu, odakle su također bili odbijeni.
Dana 18. lipnja, Turci su opet napali tvrđavu Gripe, koja se nalazila na strateški značajnom prostoru, ali tada su Splićanima priskočili u pomoć Trogirani, Bračani i Hvarani. Bosanski paša Ahmed napao je tvrđavu Gripe s 1300 pješaka i 600 konjanika, a dodatne je snage poslao na nedovršeni zapadni dio tvrđave, odakle su ih odbili mletački vojnici. Sljedećeg dana, Turci su napali tvrđavu Gripe s glavninom vojske, 2000 pješaka i 400 konjanika, te su uspjeli prodrijeti u nju kroz nedovršeni bastion i zatakli svoju zastavu. Znajući da je grad pred padom, Splićani su, uz pomoć saveznika, krenuli u očajnički kontranapad i opet uspjeli protjerati Turke sve do Rupotina iza Solina. Istovremeno, Trogirani su uplovili kraj Solina s petnaest dobro naoružanih leuta i prisilili Turke da se povuku s morske obale, dok su Hvarani došli u pomoć s 80 brodova i 600 vojnika.
Sutradan su Turci još jednom pokušali zauzeti tvrđavu Gripe, ali građani su, opet pružili žestok otpor. Sljedećeg dana, 21. lipnja 1657. godine, pojavila se u Bračkom kanalu flota generalnog providura Antonija Bernarda, koja je stigla iz Kotora u pomoć Splitu, nakon čega su se Turci povukli sa splitskog područja i napali Bosiljinu (Marinu), čije se stanovništvo grčevito branilo, ali su naposljetku bili poraženi.

## Ishod ratovanja
Po dolasku mletačke flote, vojska bosanskog paše Ahmeda povukla se natrag u Bosnu, čime je Split bio spašen. Osmanlije su nastavile harati zaleđem Dalmacije i napadati primorske gradove i u narednim godinama. U međuvremenu, mletačke su vlasti u razdoblju od 1662. do 1676. godine izgradile čitav niz suvremenih utvrda i bedema oko grada. Još tijekom gradnje novih bedema, Turci su 1662. godine ponovno napali Split s 14.000 vojnika i 4000 konjanika, ali nisu ga uspjeli osvojiti pa su opustošili splitska polja i povukli se. Poslije toga nije više bilo značajnijih napada na područje Mletačke Dalmacije, a rat je konačno završen mirom koji je sklopljen 6. rujna 1669. godine.